# Кленовица (Речицкий район)
Кленовица (бел. Кленавіца) — посёлок в Борщевском сельсовете Речицкого района Гомельской области Белоруссии.

## География

### Расположение
В 27 км на восток от Речицы, 7 км от железнодорожной станции Якимовка (на линии Гомель — Калинковичи), 26 км от Гомеля.

## Транспортная сеть
Транспортные связи по просёлочной, затем автомобильной дороге Калинковичи — Гомель. Планировка состоит из короткой улицы, близкой к широтной ориентации. Застройка деревянная, усадебного типа.

## История
Основан в начале 1920-х годов на бывших помещичьих землях переселенцами из соседних деревень. В 1926 году в Уваровичском районе Гомельского округа. В 1932 году организован колхоз. Согласно переписи 1959 года в составе совхоза «Борщевка» (центр — деревня Борщевка).

## Население

### Численность
- 2004 год — 9 хозяйств, 17 жителей.

### Динамика
- 1926 год — 7 дворов, 34 жителя.
- 1959 год — 83 жителя (согласно переписи).
- 2004 год — 9 хозяйств, 17 жителей.